# Caecincola parvulum
Caecincola parvulum är en plattmaskart. Caecincola parvulum ingår i släktet Caecincola och familjen Cryptogonimidae. Inga underarter finns listade i Catalogue of Life.